# Somatochlora hudsonica
Somatochlora hudsonica ist eine Libellenart aus der Familie der Falkenlibellen (Corduliidae), die zu den Großlibellen (Anisoptera) gehören. 

## Merkmale

### Bau der Imago
Die Imago von Somatochlora hudsonica misst zwischen 50 und 54 Millimeter, wovon 36 bis 40 Millimeter auf den Hinterleib (Abdomen) entfallen, was innerhalb der Gattung durchschnittlich ist. Das schlanke, leicht behaarte Abdomen ist messingfarben bis schwarz und ähnelt stark jenem von Somatochlora albicincta. Der Genitallappen der Männchen ist metallisch grün und die Übergänge der Segmentierung sind gelblich. Die Hinterleibsanhänge sind schwarz. Bei Somatochlora hudsonica ist die Oberseite des zehnten Segmentes schwarz. 
Der Teil des Brustkorbes (Thorax), an dem die Flügel ansetzen, der sogenannte Pterothorax, ist im vorderen Bereich hellgrün, weiter hinten und oben bräunlich. Direkt vor dem antelaren Kamm befindet sich einer den Pterothorax kreuzender gelber Strich. Die Hinterflügel messen 30 bis 34 Millimeter. In den sonst durchsichtigen Flügeln ist die Analregion und die Basis gelb getüncht.
Im Gesicht sind die Stirn (Frons) und der Scheitel (Vertex) schwarz und glänzen metallisch grün und blau. Auf der Frons befinden sich zudem ockerfarbene Flecken, die sich Richtung Postclypeus ausdehnen. Der Hinterkopf (Occiput) ist mit weichen braunen Härchen besetzt.

## Verbreitung und Flugzeit
Die Art ist im äußersten Norden der Vereinigten Staaten und in Kanada verbreitet. Sie fliegt zwischen Juni und September.